# San Miguel del Padrón
San Miguel del Padrón är en kommun i Kuba.   Den ligger i provinsen Provincia de La Habana, i den västra delen av landet, 12 km sydost om huvudstaden Havanna. San Miguel del Padrón ligger 97 meter över havet och antalet invånare är 159 273.
Terrängen runt San Miguel del Padrón är platt. Runt San Miguel del Padrón är det mycket tätbefolkat, med 1 266 invånare per kvadratkilometer. Närmaste större samhälle är Havanna, 11,7 km nordväst om San Miguel del Padrón. Omgivningarna runt San Miguel del Padrón är en mosaik av jordbruksmark och naturlig växtlighet.